# Amata compta
Amata compta är en fjärilsart som beskrevs av Walker 1869. Amata compta ingår i släktet Amata och familjen björnspinnare. Inga underarter finns listade i Catalogue of Life.